# Greenster
eRuf Roadster Greenster, verkürzt auch einfach Greenster genannt, ist der Name eines Elektroauto-Modells, das von Ruf, einem Unternehmen aus Pfaffenhausen im oberschwäbischen Landkreis Unterallgäu, gebaut wird. Ruf hat sich auf die Veredelung von Porsche-Fahrzeugen spezialisiert. Der Greenster wurde in Zusammenarbeit mit der Firma Siemens auf Basis eines Porsche-911-Fahrgestells entwickelt.
Der Elektromotor des Fahrzeuges hat eine Leistung von 270 kW und ein Drehmoment von 950 Nm schon fast ab der ersten Umdrehung. Damit beschleunigt der Greenster von 0 auf 100 km/h in ca. 5 Sekunden. Als Spitzengeschwindigkeit werden 250 km/h angegeben. Die Lithium-Ionen-Akkus der Firma Gaia Akkumulatorenwerke im Fahrzeug können innerhalb von 2 Stunden an einem 400-V-Netz aufgeladen werden und ermöglichen eine Reichweite von 250 km. Zusätzlich kann auch elektrische Energie ins Netz zurückgespeist werden.
Die Karosserie basiert auf dem Porsche 911 (997). Ruf hat aus Gewichtsgründen anstatt eines Cabrioverdecks eine spezielle Karosserieform gewählt: Der Greenster hat als Verbindungsstück der beiden B-Säulen einen Überrollbügel integriert, der als festes Element zusammen mit dem Rahmen der Frontscheibe die Insassen im Falle eines Überschlags vor schweren Verletzungen schützt. Um den Fahrgastraum komplett vor Wettereinflüssen zu schützen, werden zwei weitere Elemente eingesetzt: Zwischen Überrollbügel und Heck kann ein sogenanntes „Softtop“ mit Reißverschluss und zwischen Rahmen der Frontscheibe und Überrollbügel ein Hardtop befestigt werden. Somit ergeben sich vier verschiedene Varianten, wie das Dach während der Fahrt geöffnet oder geschlossen sein kann. Dieses als Targa-Dach bezeichnete Feature wurde 1965 von Porsche bei der Produktvorstellung des Porsche Targa auf der IAA präsentiert.
Der erste Greenster wurde im März 2009 auf dem Genfer Auto-Salon der Öffentlichkeit präsentiert und wird ab 2011 in einer Kleinserie gebaut werden. Der Preis soll 214.000 Euro betragen.